# Listen (The Kooks)
Listen è il quarto album discografico in studio del gruppo musicale britannico The Kooks, pubblicato nel 2014.

## Tracce
1. Around Town – 4:10
2. Forgive & Forget – 3:57
3. Westside – 3:30
4. See Me Now – 3:01
5. It Was London – 3:13
6. Bad Habit – 3:40
7. Down – 2:41
8. Dreams – 3:00
9. Are We Electric – 4:06
10. Sunrise – 3:14
11. Sweet Emotion – 5:11

## Formazione
- Luke Pritchard - voce, chitarra
- Hugh Harris - chitarra
- Peter Denton - basso
- Alexis Nunez - batteria